# نائوکی هیاکوتا
نائوکی هیاکوتا (به ژاپنی: 百田尚樹) رمان‌نویس اهل ژاپن است. او نویسنده رمان مردی که او را با لقب دزد دریایی می‌نامیدند است.
کتاب مردی که او را با لقب دزد دریایی می‌نامیدند یکی از پرفروش‌ترین کتاب‌های سال ژاپن است که توانسته در مدت یک سال حدود یک میلیون و پانصد و سی هزار نسخه بفروشد.